# Сербіна Ніна Василівна
Ні́на Се́рбіна (* 1951) — українська радянська легкоатлетка-стрибунка у висоту.

## Життєпис
Бронзова призерка Континентального кубка ІААФ 1979 року у Монреалі, зі стрибком у 1,90 м. Її найкращий результат 1,96 м був встановлений 3 червня 1980 року в Чернігові.
1979 року показала шостий найкращий результат у світі, 1980-го — четвертий кращий (третій у Європі).
Одружена з професійним латвійським шахістом Зігурдсом Ланка.